# هواينغ
هواينغ (بالصينية: 华蓥市) هي مدينة على مستوى مقاطعة، في الصين، تقع في غوانغان، بلغ عدد سكانها 360,000 نسمة وذلك حسب إحصائيات سنة 2012، تبلغ مساحتها 470 كيلومتر مربع، رمزها البريدي هو 638600.

## التقسيمات الإدارية
- Guanyinxi Town  [لغات أخرى]‏.